# Stockholm (hạt)
Hạt Stockholm (Stockholms län) là một hạt hay län bên bờ biển Baltic của Thụy Điển. Hạt này giáp các hạt: Uppsala và Södermanland. Hạt Stockholm cũng giáp Mälaren và biển Baltic. Thành phố Stockholm là thủ đô của Thụy Điển. Hạt này được chia ra thành các tỉnh Uppland và Södermanland (Södertörn). Một phần năm dân số Thụy Điển sinh sống ở hạt này..

## Các đô thị

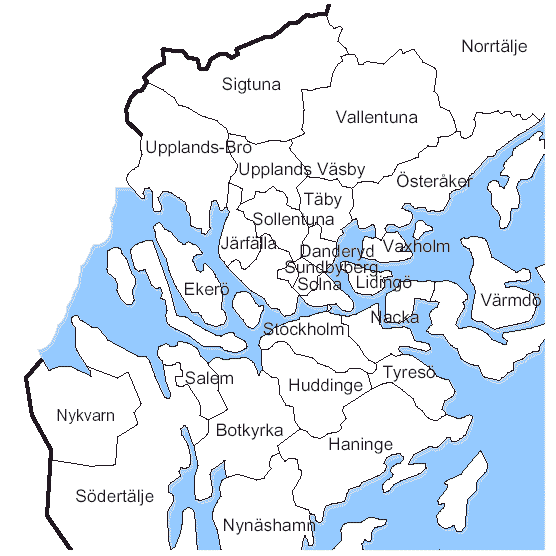
Các đô thị tại hạt Stockholm

| 1. Botkyrka 2. Danderyd 3. Ekerö 4. Haninge 5. Huddinge 6. Järfälla 7. Lidingö 8. Nacka 9. Norrtälje | 1. Nykvarn 2. Nynäshamn 3. Salem 4. Sigtuna 5. Sollentuna 6. Solna 7. Stockholm 8. Sundbyberg 9. Södertälje | 1. Tyresö 2. Täby 3. Upplands-Bro 4. Upplands Väsby 5. Vallentuna 6. Vaxholm 7. Värmdö 8. Österåker |